# Liste der Fußball-Pflichtspiele zwischen Energie Cottbus und Hertha BSC
Bei der Liste der Fußball-Pflichtspielen zwischen Energie Cottbus und Hertha BSC handelt es sich um eine Auflistung aller Fußballspielen in Pflichtwettbewerben zwischen den in der Metropolregion Berlin-Brandenburg ansässigen Vereinen Energie Cottbus und Hertha BSC. Seit der Wiedervereinigung im Jahr 1990 gab es zwischen den beiden Clubs insgesamt 16 Partien, von denen die Cottbuser sieben gewinnen konnten, während Hertha sechs Duelle für sich entscheiden konnte. Weitere drei Aufeinandertreffen endeten mit einer Punkteteilung.

## Beschreibung
Cottbus ist eine Stadt im brandenburgischen Teil der Lausitz und liegt 130 Kilometer von Berlin entfernt. In den Medien werden Aufeinandertreffen zwischen den beiden Vereinen auch als Berlin-Brandenburg-Derby bezeichnet.

## Hintergrund
Das erste Aufeinandertreffen zwischen den beiden Vereinen in einem Pflichtspiel fand am 21. Oktober 2000 statt, als Hertha BSC in der Fußball-Bundesliga im heimischen Olympiastadion den damaligen Aufsteiger aus Cottbus empfing. Laut Christian Beeck, dem damaligen Abwehrspieler des FC Energie Cottbus, war das Spiel gegen die Berliner Hertha „kein besonderes“, da in der Mannschaft nahezu jeder Spieler keine Erstligaerfahrung besaß und daher zunächst jede Partie im deutschen Oberhaus „ein Erlebnis“ gewesen sei. Die Partie in Berlin gewann der Gastgeber nach einem 0:1-Rückstand durch Antun Labak mit 3:1 durch die Tore vom damaligen deutschen Nationalspieler Dariusz Wosz, Bryan Roy und dem Isländer Eyjólfur Sverrisson. Das Rückspiel im Stadion der Freundschaft in Cottbus gewann der Gastgeber mit 3:0. Mit dieser Partie habe sich laut Christian Beeck „das Derby und das Derby-Gefühl erst richtig entwickelt“. Seiner Meinung nach war die Stimmung auf dem Spielfeld und unter den beiden Fanlagern hitzig und sei „immer so“ geblieben; 2002 wurde ein Spiel zwischen den beiden Vereinen unterbrochen.

## Bilanz
| Stand: 21. August 2020 | Hertha BSC | und | Energie Cottbus |

| Wettbewerb            | Spiele | Siege | Remis | Siege | Tore  |
| --------------------- | ------ | ----- | ----- | ----- | ----- |
| Fußball-Bundesliga    | 12     | 4     | 1     | 7     | 14:16 |
| 2. Fußball-Bundesliga | 4      | 2     | 2     | 0     | 6:4   |
|                       |        |       |       |       |       |
| Gesamt                | 16     | 6     | 3     | 7     | 20:20 |

## Alle Pflichtspiele seit 2000
| Nr. | Datum         | Anlass                                     | Heim            |   | Gast            | Ergebnis  |
| --- | ------------- | ------------------------------------------ | --------------- | - | --------------- | --------- |
| 1   | 21. Okt. 2000 | Fußball-Bundesliga 2000/01 9. Spieltag     | Hertha BSC      | – | Energie Cottbus | 3:1 (1:1) |
| 2   | 17. März 2001 | Fußball-Bundesliga 2000/01 26. Spieltag    | Energie Cottbus | – | Hertha BSC      | 3:0 (2:0) |
| 3   | 19. Aug. 2001 | Fußball-Bundesliga 2001/02 4. Spieltag     | Hertha BSC      | – | Energie Cottbus | 2:3 (1:0) |
| 4   | 5. Feb. 2002  | Fußball-Bundesliga 2001/02 21. Spieltag    | Energie Cottbus | – | Hertha BSC      | 1:0 (0:0) |
| 5   | 19. Okt. 2002 | Fußball-Bundesliga 2002/03 9. Spieltag     | Energie Cottbus | – | Hertha BSC      | 0:2 (0:2) |
| 6   | 23. Mär. 2003 | Fußball-Bundesliga 2002/03 26. Spieltag    | Hertha BSC      | – | Energie Cottbus | 3:1 (0:1) |
| 7   | 28. Okt. 2006 | Fußball-Bundesliga 2006/07 9. Spieltag     | Energie Cottbus | – | Hertha BSC      | 2:0 (0:0) |
| 8   | 16. Mär. 2007 | Fußball-Bundesliga 2006/07 26. Spieltag    | Hertha BSC      | – | Energie Cottbus | 0:1 (0:0) |
| 9   | 6. Okt. 2007  | Fußball-Bundesliga 2007/08 9. Spieltag     | Hertha BSC      | – | Energie Cottbus | 0:0       |
| 10  | 30. Mär. 2008 | Fußball-Bundesliga 2007/08 26. Spieltag    | Energie Cottbus | – | Hertha BSC      | 2:1 (1:1) |
| 11  | 27. Sep. 2008 | Fußball-Bundesliga 2008/09 6. Spieltag     | Hertha BSC      | – | Energie Cottbus | 0:1 (0:1) |
| 12  | 7. Mär. 2009  | Fußball-Bundesliga 2008/09 23. Spieltag    | Energie Cottbus | – | Hertha BSC      | 1:3 (1:2) |
| 13  | 24. Sep. 2010 | 2. Fußball-Bundesliga 2010/11 6. Spieltag  | Energie Cottbus | – | Hertha BSC      | 0:1 (0:0) |
| 14  | 21. Feb. 2011 | 2. Fußball-Bundesliga 2010/11 23. Spieltag | Hertha BSC      | – | Energie Cottbus | 2:2 (2:2) |
| 15  | 3. Dez. 2012  | 2. Fußball-Bundesliga 2012/13 17. Spieltag | Energie Cottbus | – | Hertha BSC      | 1:2 (0:1) |
| 16  | 19. Mai 2013  | 2. Fußball-Bundesliga 2012/13 34. Spieltag | Hertha BSC      | – | Energie Cottbus | 1:1 (0:1) |